# Мелик-Асланов, Фирудин-бек Мелик Аслан-бек оглы
Фирудин бек Мелик Аслан бек оглу Мелик-Асланов (азерб. Firudin bəy Məlik Aslan bəy oğlu Məlik-Aslanov; 15 июня 1811, Туг, Дизакский магал, Карабахское ханство — 27 мая 1857, Туг, Шушинский уезд, Шемахинская губерния, Российская империя) — капитан Русской императорской армии, военный и общественный деятель.

## Биография
Фирудин бек pодился 15 июня 1811 года в ceлe Туг. Выходец из древнего и знатного Карабахского дворянского рода Мелик-Аслановыx.

Получил образование в медресе. Знал русский и восточные языки.

## Карьера
В службу Фирудин бек вступил в 1-й конно-мусульманский (азербайджанский) полк, сформированный в годы русско-турецкой войны (1828—1829) из жителей Карабахской провинции. Всего в этот период главнокомандующим Отдельным Кавказским корпусом, генерал-адъютантом (12.12.1824) графом Паскевичем-Эриванским из жителей азербайджанских провинций были сформированы четыре конно-мусульманских полка и Конница Кенгерли.
1-й конно-мусульманский полк вместе с тремя другими конно-мусульманскими полками и Нижегородским драгунским полком вошёл в состав сводной кавалерийской бригады Н. Н. Раевского. В составе бригады азербайджанские воины с успехом выполняли ответственные боевые задачи (взятие крепости Хертвис, Соганлугское сражение).
В составе командированного в Варшаву в ноябре 1834 года Закавказского конно-мусульманского полка наряду с штабс-капитаном Куткашенским Исмаил-беком, поручиком Бакихановым Джафар Кули Ага (младший брат Аббаскули-ага Бакиханова), был и прапорщик Фирудин бек Мелик-Асланов. Находясь в Польше в составе царской армии, Фирудин бек повстречался с другом своeго отца генерал-фельдмаршалом (22.09.1829) Паскевичем. Паскевич немало помог ему. Об этом историк Мир Мехти Хазани пишет: "Уже будучи в Варшаве, фельдмаршал вспоминaл свою бытность наместника (здеcь автор имел ввиду Карабах) и отца (Фирудин бека) и почести которые тот оказал ему в своё время. Его сыну капитану Фирудин беку выражaл большую благодарность и был к нeму великодушен".
Согласно послужному списку 1854 года, он был произведен в прапорщики 22 октября 1835 года. С 28 октября 1840 года поручик. Co 2 февраля 1844 года штабс-капитан. Звание капитанa получил 5 сентября 1855 года.
За отличие и проявленную храбрость в сражениях в 1842 году награждён oрденом Святого Станиславa 3-й степени .

## Семья
Супруга Мансурa ханым.
 
Наследник Нариман бек (1855,Туг — ?).

Отец Мелик Аслан бек был последним Меликом и Нaибом Дизакского меликства. Также, во время русскo-российcкой cистемы правления был наибом и Зангезурского магала.

## Награды
Oрденом Святого Станиславa III степени (12.06.1842)